# Stanley Dancer
 (janvier 2017).
Si vous disposez d'ouvrages ou d'articles de référence ou si vous connaissez des sites web de qualité traitant du thème abordé ici, merci de compléter l'article en donnant les références utiles à sa vérifiabilité et en les liant à la section « Notes et références ».
Stanley Dancer (25 juillet 1927 – 8 septembre 2005) est un célèbre entraineur et driver de chevaux de course américain.
Au cours de sa carrière de plus de 50 ans, il voit trois de ses chevaux remporter la Triple Couronne. Ses chevaux remportèrent 3 781 courses, pour un gain total de plus de 28 millions de dollars.